# كنع رقصي انتيابي حركي التولد
يُعد الكنع الرقصي (بّي كي سي) المعروف أيضًا باسم خلل الحركة الانتيابي حركي التولد (بّي كي دي) اضطرابًا حركيًا مفرط الحركة يتميز بنوبات من الحركات اللاإرادية، التي تحرضها الحركات الإرادية المفاجئة. قد يرتفع عدد النوبات في فترة البلوغ وينخفض في الفترة الممتدة بين عشرينيات وثلاثينيات العمر. قد تتخذ الحركات اللاإرادية أشكالًا عديدة مثل الزفن أو الرقص أو خلل التوتر وعادة ما تؤثر فقط في جانب واحد من الجسم أو طرف واحد على وجه الخصوص. يؤثر هذا الاضطراب النادر في شخص واحد فقط من بين كل 150,000 شخص، ويمثل بّي كي دي 86.8% من جميع أنواع خلل الحركة الانتيابي، ويحدث بصورة أشيع عند الذكور مقارنة بالنساء. يوجد نوعان من بّي كي دي؛ الأولي والثانوي. يمكن تقسيم النوع الأولي إلى عائلي وفردي. إن النمط العائلي أكثر شيوعًا، ويتضمن قصة إصابة عائلية سابقة، علمًا أن الحالات الفردية مشاهدة أيضًا. تقف حالات طبية أخرى خلف إصابات بّي كي دي الثانوي، مثل التصلب المتعدد (إم إس)، والسكتة، وقصور الدريقية الكاذب، ونقص كالسيوم الدم، ونقص سكر الدم أو ارتفاعه، ورضوح الجهاز العصبي المركزي أو المحيطي. رُبط بّي كي دي بالاختلاجات والرقص الكنعي عند الأطفال (آي سي سي إيه)، إذ يعاني المرضى نوبات لاحموية في فترة الطفولة (الصرع العائلي الحميد) ثم يصابون بالرقص الكنعي الانتيابي في وقت لاحق من الحياة؛ إن هذه الظاهرة شائعة جدًا في الواقع، إذ أبلغ نحو 42% من مرضى بّي كي دي عن حدوث نوبات صرع لاحموية عندما كانوا أطفالًا.

## وراثيًا
غالبًا ما يُورث الكنع الرقصي الانتيابي حركي التولد بوراثة سائدة، وحُدّد العديد من الجينات التي تسبب طفراتها هذا المرض. ترمز الجينات عادةً للبروتينات المعروفة باشتراكها في النقل المشبكي أو القنوات الأيونية أو ناقلات الأيونات. كان جين PRRT2 الموجود على الكروموسوم 16 أول جين يُحدد كسبب للمرض، عندما رُصد في عام 2011. تضمنت طفرات هذا الجين طفرة هرائية حُددت في جينوم عائلة واحدة وطفرة إقحامية حُددت في جينوم عائلة أخرى. وجد الباحثون طفرات PRRT2 في 10 حالات من أصل 29 حالة بّي كي دي متفرقة، وعليه يقترحون أن PRRT2 يمثل الجين المتحور في مجموعة فرعية من المرض الذي اقترحوا تغايره وراثيًا أيضًا. حددت التقارير اللاحقة الجينات SCN8A وCHRNA4 وSLC16A2 كأسباب أخرى للكنع الرقصي الانتيابي حركي التولد.